# 鎮墓獸

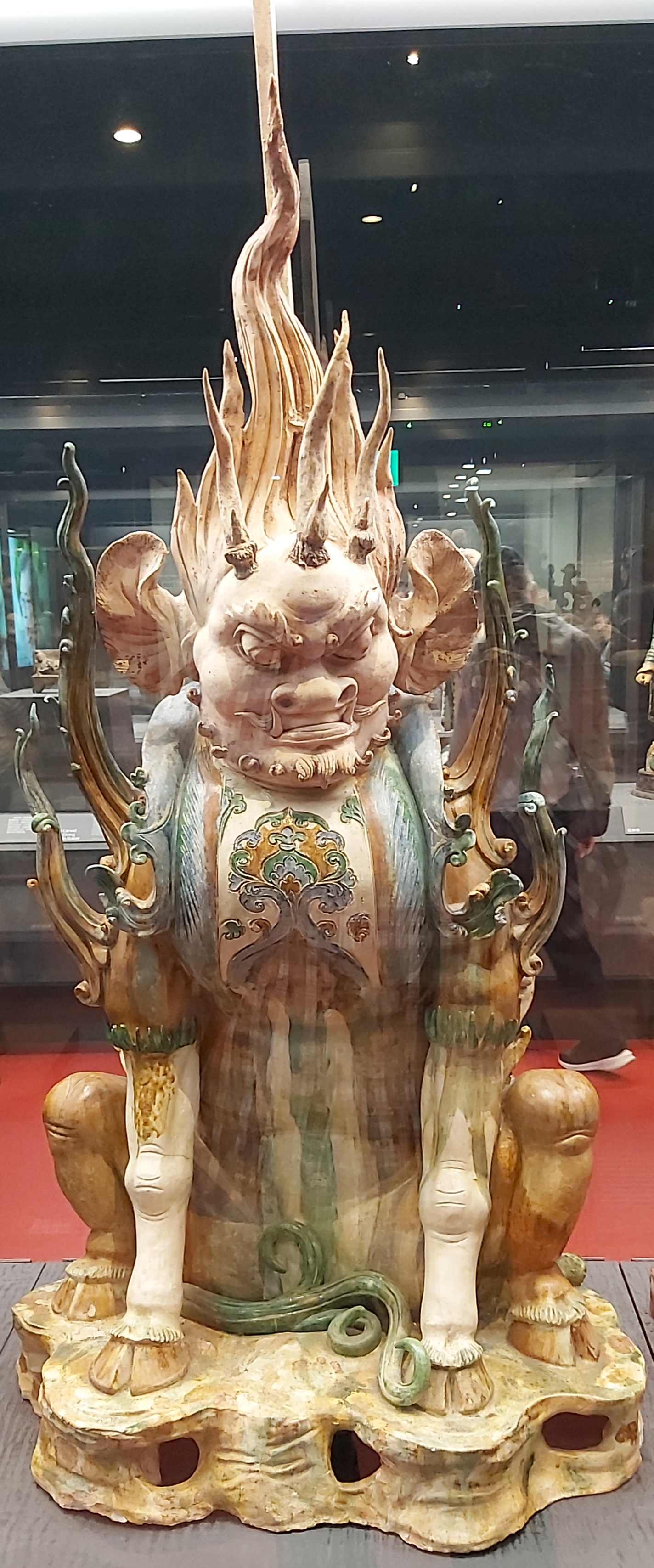
唐·三彩加藍人面鎮墓獸，現藏於國立歷史博物館。

鎮墓獸，是中國古代常見的隨葬冥器，形象不一，陳列的位置也不一樣，具有時代性與地域性的差異。
古代漢族認為，陰間有各種野鬼惡鬼，會危害死者的鬼魂，因此，設置鎮墓獸的目的，首重辟邪，以驅逐凶邢，以佑護亡魂之安寧，又有添祿的意思，所謂「天之祿籍，長終汝身」，希望來世繼續享受富貴榮華。
在墓室中放置怪獸以守護墓主的觀念在中國相當古老。戰國起便有木製漆飾，造形抽象的鎮墓獸，以鹿角為飾，張口吐舌，單個出現於墓葬中。北魏時，河南出土的鎮墓獸，有獅面及人面，皆獸足獸身，背脊生三彎角，蹲坐於平板上；至於隋代張盛墓的白瓷鎮墓獸在基本造型上則與唐三彩鎮墓獸完全相似。到了唐代，鎮墓獸成對出現，放置於墓道入口處，鎮守於墓門。形象更加誇張，強調各項細部，如高聳的雙角、向外伸出的羽翼、華麗流淌的多種釉色等。甚至出現西域胡面貌的人面鎮墓獸，反映當時文化交流的影響。
依照鎮墓獸的造型、功用、於墓室中陳列的位置等，大致上可以分為三類與四個時期，分別為春秋戰國時期楚國的楚式鎮墓獸、秦漢至魏晉南北朝的漢式鎮墓獸、隋唐的複合式鎮墓獸。其中，楚式鎮墓獸與複合式鎮墓獸，為兩個發展高峰，漢式鎮墓獸為過渡期

## 神獸崇拜
在《山海經》一書中，記述的眾多山海之神，大多是經過重新組合的獸，有的就是獸形與人形組合而成的半人半獸形。《山海經》，近現代學者一般認為成書於戰國時代，與諸如此類的鎮墓獸出現的時間相吻合。
在埃及距今四千多年前的古王國時期，亦出現了造型類似於中國鎮墓獸，同樣有鎮墓功能的人面獅身像。可以說，古代先民相信他們想像中創造的神獸具有超自然的力量。而這種神獸崇拜的文化，可以視為不同地域文化產生相近的神靈形象的印證。

## 楚式鎮墓獸

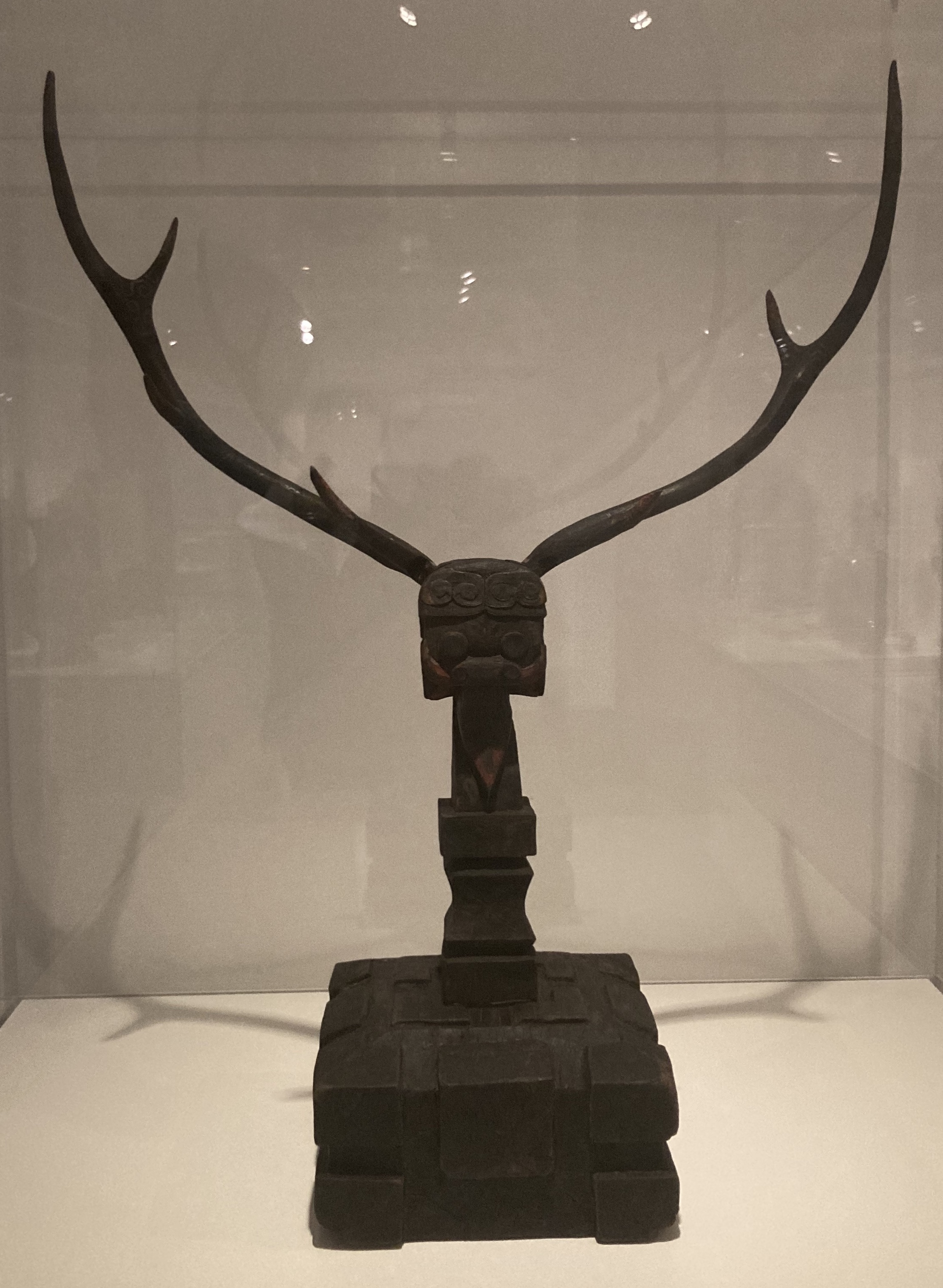
楚式镇墓兽,东周/战国时代，（布鲁克林博物馆藏）

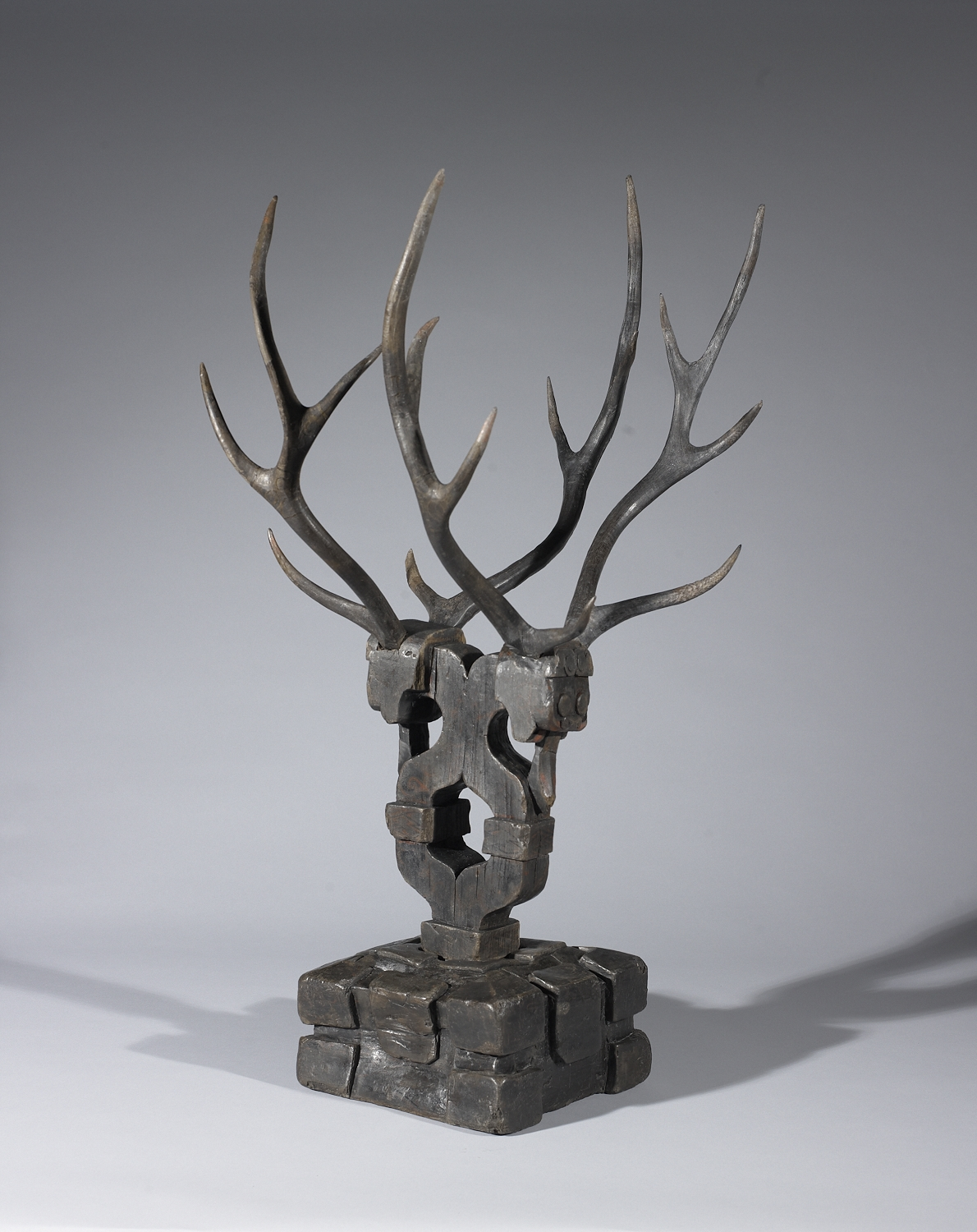
楚国漆木立角镇墓兽，伯明翰艺术博物馆藏。

截至目前為止，出土的楚式鎮墓獸，最早可以上溯至春秋中晚期，是楚墓中常見的隨葬器物，也是楚漆器中造型獨特的器物之一種。此種器物外形抽象，構思譎詭奇特，形象恐怖怪誕，具有強烈的神秘意味和濃厚的巫術神話色彩。
早期的面目多不清楚，亦未加上鹿角。到了春秋中晚期，出現了獸面的刻畫與鹿角。其中，獸面的使用在戰國中期達到鼎盛。戰國晚期，鎮墓獸的數量下降，形制亦趨於簡單，但出現了人面型的。隨著楚國的滅亡，楚式鎮墓獸的使用也逐漸減少、消失。
楚式鎮墓獸的材質主要是木質和銅質，其中以木質漆器彩繪最為著名。由三部分組成：立(底)座、器身與鹿角。造型隨時間有些許改變，但始終保持著三大特色。第一是在椁室內的放置位置主要在頭、邊箱，且總有青銅理器、訪銅的陶器共出，缺少這些標示身分的禮器的墓葬中便無出土；一般一墓，指出土一件。第二是鎮墓獸頭多插有鹿角，第三是鎮墓獸底部的方座始終存在。
對於鎮墓獸的意象，眾說紛紜，至今仍沒有定論，這與鎮墓獸的形象意象本就是逐漸壘疊上去，且與其造型詭異相關。詳細分析截至目前為止鎮墓獸的相關研究，江達智將楚式鎮墓獸的功能可以歸納為兩種：一為鎮墓以安定死者亡魂，使不被鬼怪吞噬的辟邪作用，或用來阻止亡魂出來肆虐；另一為引魂升天，而後者與楚國的巫文化有密切的關係。
楚式鎮墓獸自下而上，分別象徵墓主在冥府、人間及天界，三處的居所，及墓主人升天的過程。反應楚人期望死者屍身安臥於地下，靈魂享受於人間，並魂升天界的願望。
從墓主的身分可見，有隨葬鎮墓獸的，大多是「士」這個階層，並不是所有的貴族的墓中都有鎮墓獸。而只有具備騎乘動物以升天之特殊資質的巫觋，才可承載法器升天。固可以推知，有隨葬鎮墓獸的墓主身分為巫觋，而具有巫觋身分者，又以「士」這個階層比例最高。由此可見，楚式鎮墓獸為楚地巫觋死後魂升天界的法器。
在楚國滅亡不久，秦人進入楚地後，鎮墓獸的使用逐漸消失，到了六朝時期，避邪取代了鎮墓獸，由地下轉到地上。

## 漢式鎮墓獸

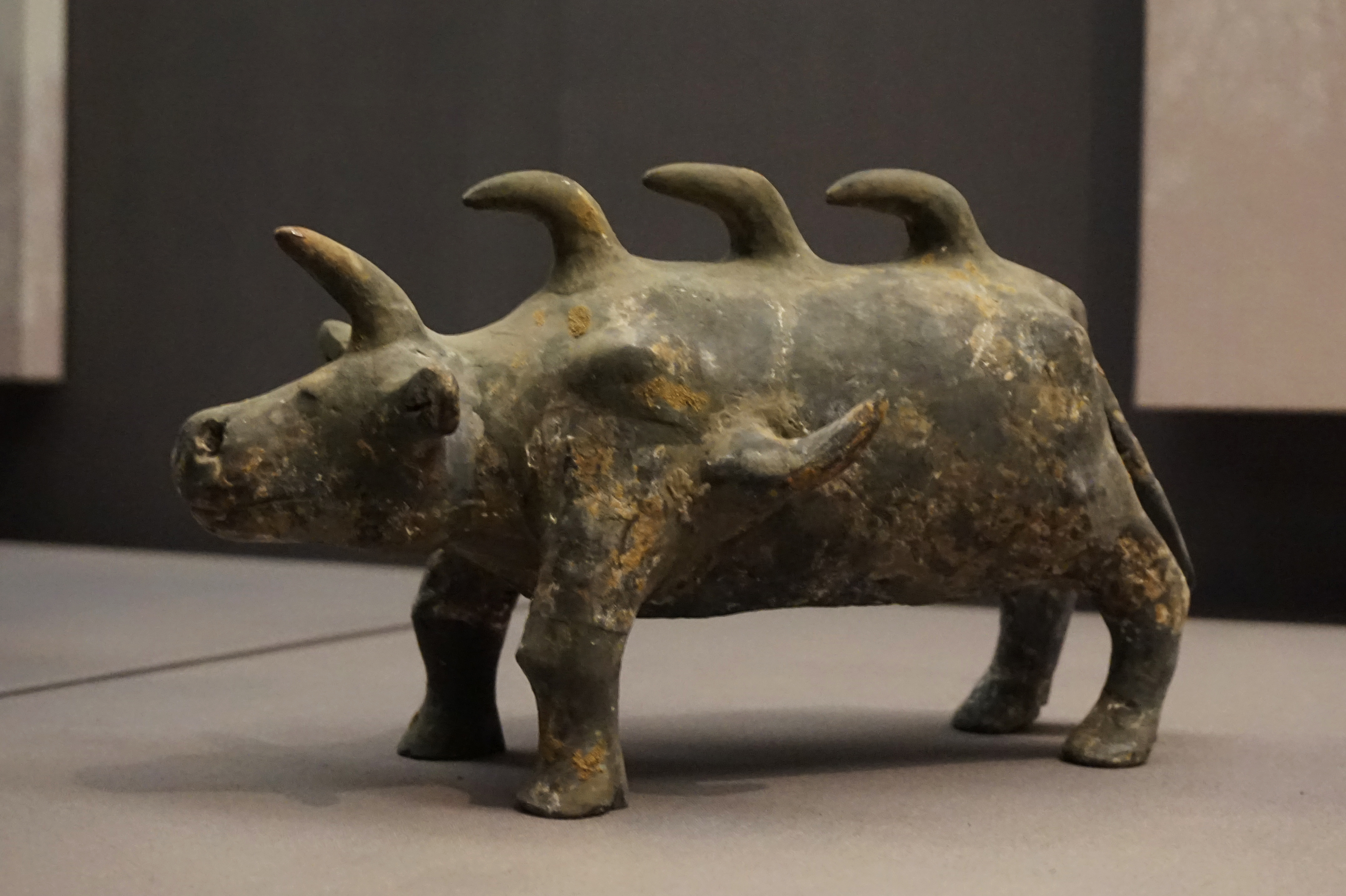
南朝石镇墓兽，南京市博物馆藏。

漢式鎮墓獸係稱源於中原，與漢文化一脈相承所發展出的鎮墓獸。以中國犀牛為原型，是犀牛不斷模糊、神話而來的產物。主要發現於今渝東地區，從涪陵以東至巫山的長江沿線及其周邊地區，湖北亦有出現，像是巴東東瀼口、襄樊市市區、湖北當陽等地，均有少量出土。魏晉時期鎮墓獸的出土以洛陽最集中，山東省的諸城、山西省的邊城以及甘肅省的酒泉、嘉峪關等地意有少量發現。
西漢早期的鎮墓獸多為前肢趴伏，後肢欲蹬的翼獸造型。西漢晚期出現了四肢直立、頭長一尖角的鎮墓獸，姿態與先前的翼獸大不相同。
東漢早期中原陶製的鎮墓獸造型較統一，有尖長獨角和尾巴，渾圓矮胖，四蹄踏地，動作結實穩重，似馬的身軀。東漢中晚期的鎮墓獸造型比例更加低矮，不再強調獨角的長度尖利，甚至彎曲了起來。
西漢至魏晉南北朝鎮墓獸製作方法，都是在模制陶胚加上捏造或雕刻的細節，並在素坯塗上一層白衣後，加上彩繪為主，只有在細部做工隨著時間的推移越趨精細。西晉時出現少數釉陶和瓷陶鎮墓獸，但僅有單色，直至盛唐時期三彩技術純熟，釉陶鎮墓獸的紋繪才得以模仿，三彩與彩陶兩者並行，紋飾也因三彩釉材料的特性，發展出唐代自成一格的鎮墓獸風格。
除了西晉時期鎮墓獸尺寸與墓室規模的大小變化有關外，東漢、十六國以及北朝各代的鎮墓獸尺寸，與其所在的墓室的大小並無特別的關聯。各朝間鎮墓獸的大小差異也不大。但可觀察出鎮墓獸長高比，由東漢至南朝、十六國普遍出現的2:1至3:2，甚至5:1這樣差距極大的長高比，演變北朝通行的1:1，反映了鎮墓獸由四肢著地的俯衝姿的馬匹、長獸型，改為前肢直立的蹲踞姿的狗型獸造型變化。
漢式鎮墓獸應予「山神」、「土伯」的功能相近，為地下幽都的守護者。鎮墓獸多放置於墓室前半部的一側，位於墓門通道的交接處，顯示其防惡鎮邪的鎮墓功能。東漢至北朝的鎮墓獸，其功用可能較趨「引魂升天」的守護神。
與楚式鎮墓獸複雜的型態與演變相較，漢式鎮墓獸的造型相對固定統一。且兩者在形態上僅有皆有「口吐長舌」的相似處，很難看出兩者間有什麼直接的傳承關係。但是，隨葬鎮墓獸的葬俗與口吐長舌的意象，僅出現在渝東地區，可以說是東漢中晚期極具地域特色的現象。而秦漢以來，漢式鎮墓獸出土最多的渝東地區雖不斷有漢族移民移入，仍有大量的楚人後裔聚居，顯示楚文化在此地的影響力。因此，楚文化「信巫鬼而好祠」、「吐舌神」的崇拜，對於渝東地區喪葬習俗與鎮墓獸的意象之影響是不能被忽略的。可以說，在本質上吸收了楚地部分的鬼神傳說與信仰。

## 複合式鎮墓獸

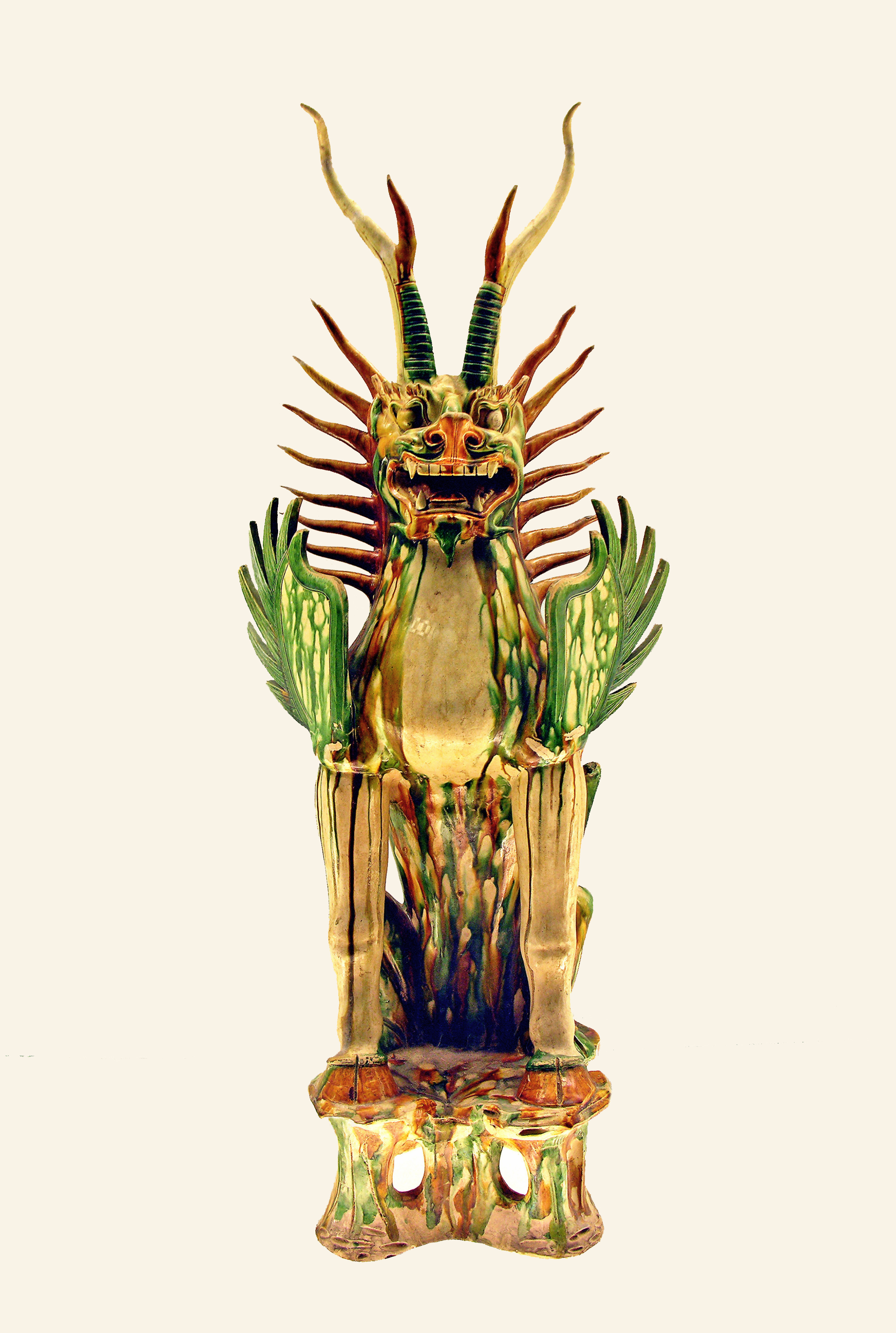
唐代镇墓兽，上海博物馆藏。

複合式，取其融合之意，是受胡漢融合下的產物。形容鎮墓獸的形象是由多種形象（動物）組成。在魏晉南北朝時期出現的鎮墓人俑，也在這個時期出現了人面跟獸面之分；而隋唐時期則以蹲踞式為主，面目猙獰、冷酷。獸面的形象豐富。除了有北朝時期就有的獅面外，還出現了虎的造型。《葬書》有云：「頫者，低頭府狀之義，言柔順而無蹲踞之兇也。」
唐代鎮墓獸除了歷代鎮墓獸驅鬼避邪以安撫死者亡魂外，更有恫嚇盜墓、守衛墓葬的功能。這與當時的厚葬風，與其所造成的猖獗的盜墓現象有關。
世人以喪葬的厚薄衡量孝道，葬風遂興，尤以唐代為最。墓葬中大量的寶物，提供盜墓者豐富的資源，盜墓之風亦隨之盛行。而盜墓現象，又反過來影響了中國古代的喪葬制度與喪葬習俗。
唐代的狗面鎮墓獸即為這種風氣下的產物。《說文解字》曰：「狗，叩也，叩氣吠以首。」《風俗通義・禮典》也說：「俗說狗別賓主，善守衛，故著四門，以辟盜賊也。」在墓葬中出現，乃取狗平時可以可以看家護院，期望能守衛墓主人及其財產。
唐代，鎮墓獸不是真正存在的動物，而是多種動物特徵的組合體，其每個局部都有其造型與意義。古人根據優勢集中的原則，綜合多種動物特徵，以達到鎮墓效果。唐代的樣式很多，經歷了從獸面到人面和從獸形到人形（有人稱之為天王俑、武士俑）的發展過程，唯獨不變的是其威嚴嚴肅的表情、頭頂的犄角和翅膀。在唐代，尚武精神與佛教大為流行，因此神獅崇拜，也成為鎮墓獸造形的來源。盛唐時期，獅虎的樣貌為主流，但是已演變成頭部生角，口長尖牙的怪獸。虎具有壓勝避邪的功能，在《後漢書・禮儀志》中劉向註引的軼聞中就有相關的紀載。面部一般多是獅面或虎面，以達到更好的威嚇盜墓者的作用。不盡是因其威儀的外表，更因獅子與佛教的關係，虎為百獸之王。頭頂的犄角，繼承了楚式鎮墓獸的鹿角造型。翅膀的特徵與龍的形象相關。與楚式鎮墓獸中，引魂升天的義涵類似，加上翅膀，期望給死者一個安寧的著落之所。另一種說法則是，鎮墓獸的翅膀與鷹的翼形狀相似。鷹為空中最強的禽類，與獅身作結合，誠如如「獅」添翼般，可以強化鎮墓的功能。這種造形可能受西方文化的影響而產生。
盛唐至晚唐的墓葬出土的鎮墓獸往往手中抓蛇。蛇生活於地洞或墓葬中，對死者屍體或陪葬物造成損害，對死者亡靈造成打擾與威脅。因此有抓蛇或吃蛇的造形設計，有警示與預防危害的功能。